# Sanne Salomonsen
Sanne Salomonsen, all'anagrafe Susanne Salomonsen (Frederiksberg, 30 dicembre 1955), è una cantante danese.

## Biografia
Sanne Salomonsen ha fatto il suo debutto musicale nel 1967, quando è entrata a far parte di un gruppo locale come cantante. Durante l'adolescenza ha partecipato a vari musical, grazie ai quali ha attirato l'attenzione dei talent scout della Sonet Records, con cui ha firmato un contratto discografico e pubblicato il suo album di debutto eponimo nel 1973. Nel corso degli anni '70 e nei primi anni '80 ha fatto parte di vari gruppi musicali danesi e internazionali, fra cui la Anne Linnet Band insieme a Anne Linnet e Lis Sørensen.
Sanne Salomonsen ha visto il suo picco di popolarità nella seconda metà degli anni '80. Il suo album del 1989 Sanne ha venduto più di 600 000 copie in Scandinavia, fra cui 400.000 nella sola Danimarca, rendendolo il quinto album più venduto di sempre nel paese. La versione svedese del disco, Kärlighed, ha raggiunto la vetta della Sverigetopplistan.
Il successo di Sanne Salomonsen si è confermato anche nel nuovo millennio: dall'introduzione della classifica ufficiale danese nel 2001, ha piazzato cinque singoli e nove album in top 40, fra cui due dischi numero uno: The Album (2005) e Unico (2009).

## Discografia

### Album in studio
- 1973 – Sanne Salomonsen
- 1977 – Precious Moments
- 1985 – Sanne Salomonsen
- 1987 – Inger angel (pubblicato a livello internazionale come No Angel)
- 1989 – Sanne (pubblicato in Svezia come Kärlighed a livello internazionale come Love Is Gonna Call)
- 1991 – Where Blue Begins
- 1994 – Language of the Heart
- 1996 – 1996
- 1998 – In a New York Minute (con il Chris Minh Doky Quartet)
- 2003 – Freedom
- 2005 – The Album
- 2009 – Unico
- 2011 – Tiden brænder
- 2014 – Hjem 2014
- 2017 – Baby Blue

### Album live
- 1994 – Unplugged
- 2005 – The Show

### Colonne sonore
- 2001 – Evita

### Raccolte
- 2000 – De bedste af de bedste
- 2000 – De bedste af de bedste vol. 2
- 2006 – The Hits
- 2008 – Sneakers & Sanne Salomonsen
- 2009 – Sanne Salomonsen: 8 originale studio albums
- 2012 – De første fra Sanne Salomonsen

### Singoli
- 1973 – Roselil/Søgte mit indre
- 1977 – Moving On
- 1984 – Gadepiger (con Anne Linnet)
- 1984 – Pige indeni
- 1985 – Ud af mørket/Når vi er sammen
- 1985 – Flesh'n'Blood
- 1987 – Coming from My Heart
- 1988 – Violett (con gli Ute Til Lunch, Marie Fredriksson e i Sølvguttene)
- 1988 – Hva' mon imorgen har med
- 1988 – Drift Away
- 1988 – Den jeg elsker elsker jeg (con Søs Fenger, Thomas Helmig e Anne Linnet)
- 1989 – Hvis du forstod
- 1989 – Kærligheden kalder
- 1989 – Jeg 'i live (con Thomas Helmig)
- 1989 – Kysser solen (con Eva Dahlgren)
- 1990 – Mountain/Roxanne
- 1990 – Tænk på mig
- 1990 – If You Could See
- 1990 – Krig og kærlighed
- 1990 – Love Is Gonna Call
- 1991 – A Love for the World
- 1991 – When You Walk in the Room
- 1991 – Responsible
- 1991 – Where Blue Begins
- 1994 – Love Don't Bother Me
- 1994 – Haven't I Been Good to You
- 1994 – True Confessions (con gli Sko/Torp)
- 1994 – Det ikke det du siger
- 1994 – Last Chance for Love/Language of the Heart
- 1994 – Vodoo
- 1994 – Kød og blod
- 1994 – Jeg ved det godt
- 1994 – Den jeg elsker
- 1995 – I Don't Want to Talk About It
- 1996 – Den lille løgn
- 1996 – Win Me Your Love
- 1996 – Gadebarn
- 1998 – I Can't Make You Love Me (con il Chris Minh Doky Quartet)
- 1998 – A Song for You (con il Chris Minh Doky Quartet)
- 1999 – Smooth Operator
- 1999 – Little Wing (con il Chris Minh Doky Quartet)
- 2000 – Nowhere to Turn (feat. Mikael Rickfors & Mats Ronander)
- 2001 – Little White Doll/One Day...
- 2001 – Ballad för Torsten o Sanne (Kärleken) (con Totta Näslund)
- 2003 – How Does It Feel
- 2003 – Teardrops in Heaven
- 2003 – Like a Woman
- 2004 – I kan ikke slå os ihjel (con Jokeren, Alex Ambrose e Szhirley)
- 2005 – Higher Ground
- 2005 – You've Never Been Loved Before
- 2005 – New Beginning
- 2005 – On a Night Like This
- 2007 – She'll Come Back (con i Big Fat Snake)
- 2008 – Taxa
- 2015 – Nonetheless (con Marie Bergman)
- 2016 – Solskin efter regn
- 2017 – Livets træ